# 交渉人 真下正義
『交渉人 真下正義』（こうしょうにん ましたまさよし、英題: Negotiator）は、『踊る大捜査線』のスピンオフ映画。2005年5月7日に『THE ODORU LEGEND CONTINUES』として公開された。
キャッチコピーは「He's back up?（彼は脇役だろ?）」「真下警視、出ておいで。一緒に地下鉄走らせようよ。弾丸ライナーより」「TOKYO SUBWAY PANIC!」。劇中の舞台となる地下鉄は、東京地下鉄（東京メトロ）をモデルとしている。

## ストーリー
台場会社役員連続殺人事件終結から数時間後、事件は始まっていた。
台場会社役員連続殺人事件の翌年（2004年との設定）のクリスマスイブの午後。大混雑している東京の地下鉄で、地下鉄運営会社・東京トランスポーテーションレールウェイ（TTR）の最新鋭試験車両クモE4-600（通称『クモ』）が、何者かに乗っ取られて地下鉄網を暴走し始めた。
警視庁は緊急対策会議を招集、第1級テロの可能性ありと見た捜査第一課の室井慎次管理官（警視正）は、緊急対応メンバーの招集を指示、その司令塔として日本初の犯罪交渉人（ネゴシエーター）、真下正義交渉課準備室課長（警視）率いる刑事部交渉課準備室CICチームを、TTR総合司令室へ急行するよう命じた。
この作品の終盤で、室井管理官は新宿北警察署の特別捜査本部に呼び出されるが、これは踊るレジェンドムービー第2弾『容疑者 室井慎次』の事件へと間接的に繋がることになる。

## ロケ地等

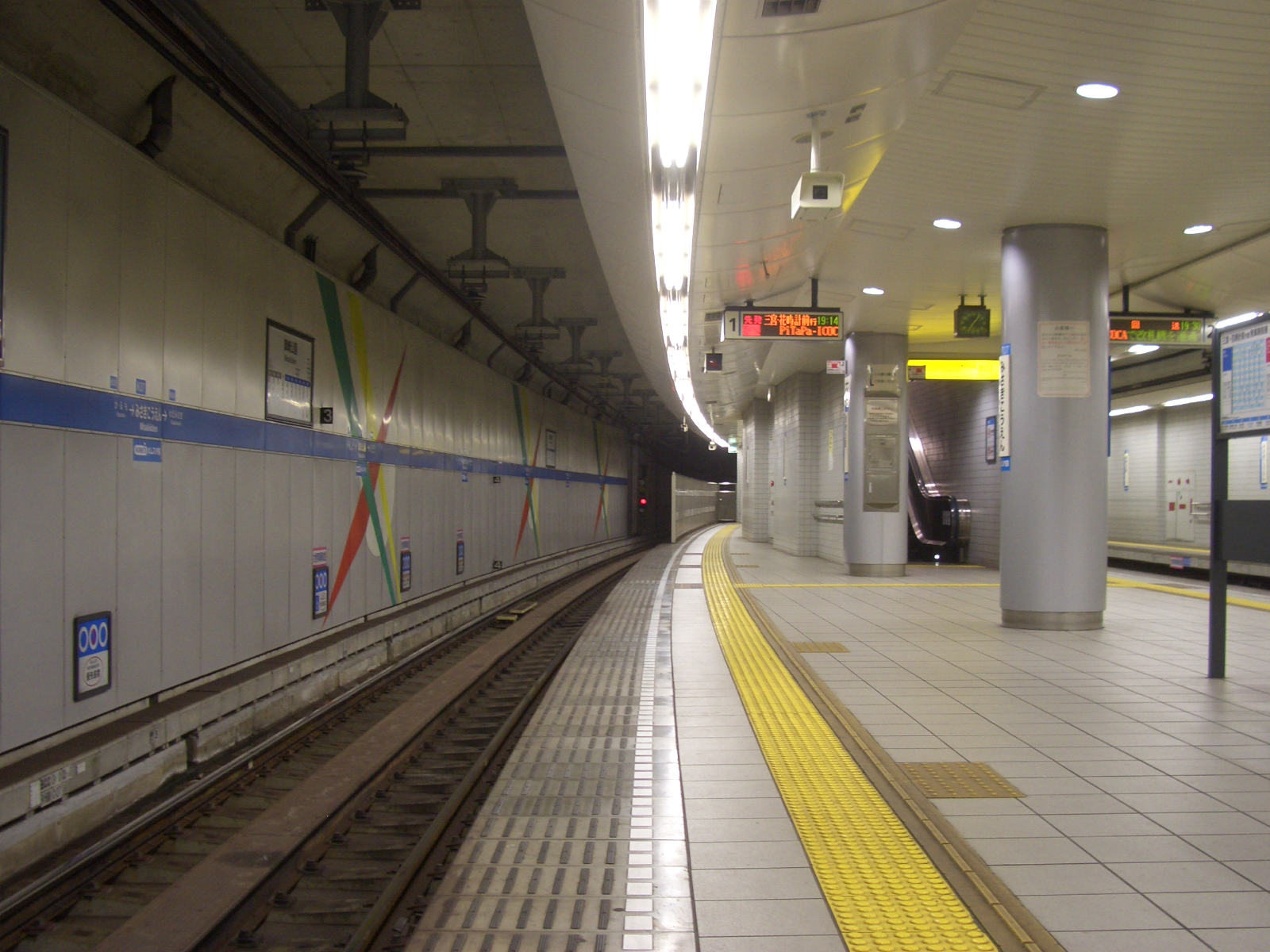
実際の御崎公園駅。作中でクモE4-600はこの付近に停車した（2008年12月26日撮影）。

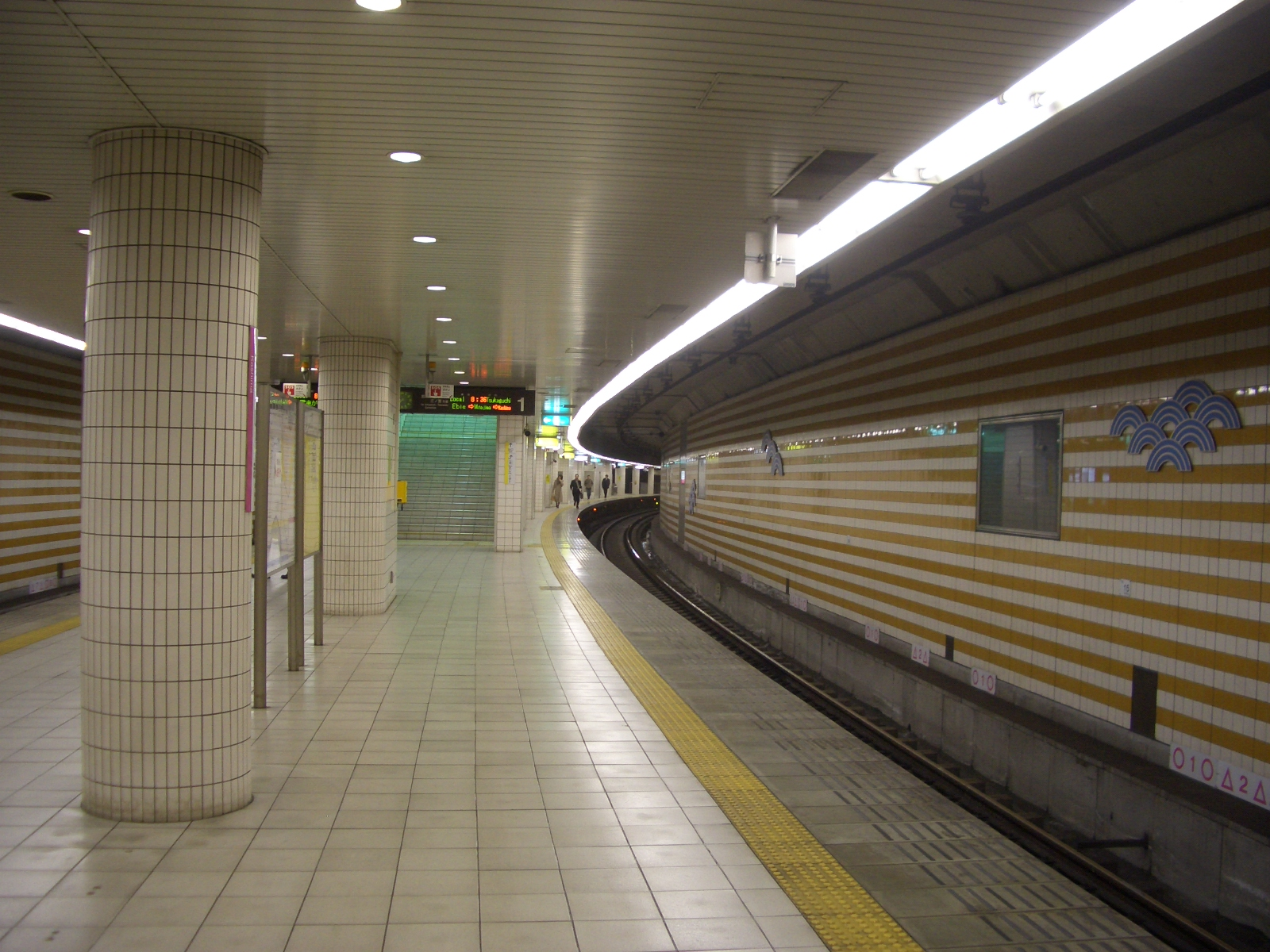
実際の加島駅。作中では駅名標が永田町駅に差し替えられ、階段には他の路線の案内表示が貼られた（2008年12月26日撮影）。

本作は東京の地下鉄内で起こるパニックを扱ったものであるが、本作の10年前に発生した地下鉄サリン事件を想起させるなどの懸念から東京地下鉄および東京都交通局における撮影許可が下りなかった。そのため、地下鉄内シーンの撮影は札幌市営地下鉄、埼玉高速鉄道、横浜市営地下鉄、JR西日本、大阪市営地下鉄、神戸市営地下鉄、福岡市営地下鉄の各線で行われた。
撮影場所が分散しており、かつ地下鉄構内での撮影には時間制限があることから、効率よく撮影するため撮影隊は役割ごとに4つの班に分かれ、それぞれ別の場所で同時に撮影を行った。特に神戸市・横浜市ではフィルム・コミッション活動が熱心であることなどから、大掛かりなシーンのほとんどは神戸市営地下鉄および横浜市営地下鉄内で行われた。神戸市営地下鉄では海岸線で行われ、車両など大半は海岸線のものを使っている。そのため、実際の東京の地下鉄とは全く異なる描写が多い（対面式ホームの駅がモデルだが、ロケ地は島式ホームである点など）。
なお東京地下鉄が撮影協力した映画作品は、前身の営団地下鉄時代に主人公が改札係（兼性犯罪者）を演じた『水のないプール』（1982年）、本作の翌年に公開された『地下鉄に乗って』（2006年）等がある。
例
- 東陽線（東西線（東京メトロ））東陽町駅：神戸市営地下鉄海岸線の御崎公園駅
- 東陽線（東西線（東京メトロ））九段下駅：横浜市営地下鉄ブルーラインの中田駅
- 東陽線（東西線（東京メトロ））神楽坂駅：神戸市営地下鉄西神・山手線の県庁前駅
- 八重洲線（丸ノ内線）赤坂見附駅：横浜市営地下鉄ブルーラインの関内駅
- 代々木線（千代田線）大手町駅：神戸市営地下鉄西神・山手線の上沢駅
- 桜田門線（有楽町線）永田町駅：JR東西線の加島駅
- 暴走するクモE4-600に襲撃される東陽線車両およびTTR西車両基地：神戸市営地下鉄海岸線5000形電車および御崎車両基地
- 赤坂見附駅に停車している八重洲線車両：横浜市営地下鉄ブルーライン1000形電車
- 赤坂駅付近を走行する代々木線車両：神戸市営地下鉄西神・山手線2000形電車
- 犯人によって爆破されるTTR東車両基地：横浜市営地下鉄ブルーラインの新羽車両基地・上永谷車両基地
- 有楽町駅コンコース：札幌市営地下鉄東豊線大通駅
- 物語の重要な鍵を握る、地下鉄14号線（仮称）の建設現場：横浜市営地下鉄グリーンラインの建設現場

地下区間であることは間違いないが、ロケ地の詳細は公表されていないため不明。作中では（建設中の）新宿駅という設定だが、現実には新宿三丁目駅にあたる。
都内での撮影シーンとしては、SAT隊員が暴走するクモE4-600を狙撃する為に幹線道路上にある地下鉄工事現場（道路覆工板を敷いてある箇所）に車を停めて降車するシーンがある。このシーンは東京都建設局第四建設事務所の撮影協力によるもので、クレジットタイトルにも撮影協力の表記がある。撮影当時、工事中だった東京都道311号環状八号線の井荻トンネルと練馬トンネル接続部上、現在の環八南田中交差点付近の路面で撮影が行われた。

## キャスト
※役職等は2004年12月24日事件発生時。
- 真下 正義 - ユースケ・サンタマリア
  - 警視庁刑事部交渉課準備室 課長（ネゴシエーター） 警視
- 木島 丈一郎 - 寺島進
  - 警視庁刑事部捜査一課特殊犯捜査一係（SIT）係長 警視
- 小池 茂 - 小泉孝太郎
  - 警視庁刑事部交渉課準備室CICルーム 係長 警部
- 草壁中 - 高杉亘
  - 警視庁警備部警備第一課特殊部隊（警視庁SAT）中隊長 警視正
- 眉田克重 - 松重豊
  - 警視庁警備部警備第二課特科車両隊爆発物処理班 班長 警視
- 倉橋 大助 - ムロツヨシ
  - 警視庁刑事部交渉課準備室 交渉人補 警部補
- 片岡 文彦 - 國村隼
  - 東京トランスポーテーション・レールウェイ (TTR) 総合司令室 総合指令長
- 矢野 君一 - 石井正則
  - 東京トランスポーテーション・レールウェイ (TTR) 広報主任
- 緒方 薫 - 甲本雅裕
  - 警視庁湾岸警察署刑事課盗犯係 巡査部長
- 森下 孝治 - 遠山俊也
  - 警視庁湾岸警察署刑事課強行犯係 巡査部長
- 室井 慎次 - 柳葉敏郎
  - 警視庁刑事部捜査第一課 強行犯（三-十係）担当管理官 警視正
- 柏木 雪乃 - 水野美紀
  - 警視庁湾岸警察署刑事課強行犯係 巡査部長
- 安住 武史 - 大和田伸也
  - 警視庁組織犯罪対策部 部長 警視監
- 町屋 忠正 - 辻萬長
  - 警視庁刑事部 部長 警視長
- 菅野 - 矢島健一
  - 警視庁公安部 部長 警視長
- 片岡 智代 - 八千草薫（特別出演）
  - 片岡文彦の母
- 前主 十路 - 西村雅彦
  - クラシック指揮者
- 熊沢 鉄次 - 金田龍之介
  - 元東京トランスポーテーション・レールウェイ (TTR) 運行ダイヤ編成担当者（通称:線引屋）
- 長田 篤嗣 - 中村育二
  - 東京トランスポーテーション・レールウェイ (TTR) 総合司令室 運輸指令長
- 山越 孝雄 - 小林隆
  - 東京トランスポーテーション・レールウェイ (TTR) 総合司令室 施設指令長
- 蒲生 克哉 - 樋渡真司
  - 東京トランスポーテーション・レールウェイ (TTR) 総合司令室 電力指令長
- 清水 将介 - 若杉宏二
  - 東京トランスポーテーション・レールウェイ (TTR) 総合司令室 車両指令長
- 宮武 久美子 - 神野美紀
  - 警視庁刑事部交渉課準備室CICルームオペレーター 警部
- 渡辺 敬祐 - 石田剛太
  - 警視庁刑事部交渉課準備室CICルームオペレーター 警部補
- 三島 希美 - 清水智子
  - 警視庁刑事部交渉課準備室CICルームオペレーター 警部補
- 上戸 伸也 - 古山憲太郎
  - 警視庁刑事部交渉課準備室CICルームオペレーター 警部補

## 作品用語
東京トランスポーテーションレールウェイ（TTR）
本作の舞台となる地下鉄会社。東京地下鉄（東京メトロ）がモデルとされており、実際の東京メトロの駅名や路線図、案内サインが登場している。元政府系で民営化されたという点も同じである。渋谷線（銀座線）、八重洲線（丸ノ内線）、目黒線（日比谷線）、東陽線（東西線）、代々木線（千代田線）、桜田門線（有楽町線）、九段下線（半蔵門線）、白金線（南北線）の8路線を運行し、新たに仮称14号線（のちの副都心線、実際は仮称13号線）の建設を進めている（括弧内はモデルとなった路線名）。ロゴは帝都高速度交通営団（営団地下鉄）時代のSマークをモデルにしている。
また、TTRの車両として主に神戸市営地下鉄の海岸線5000形車両が登場するが、カラーリングは一緒でマークだけが異なり、さらに10両編成にされている（実際は4両編成）。実車はLEDによる行き先表示だが、撮影時には方向幕（シールで代行）になっている。その他、横浜市営地下鉄や札幌市営地下鉄の車両も登場するが、マークはそのままになっている。またTTRの駅名以外にも、東陽線の駅では番線標に「西船橋・津田沼・東陽勝田台方面」（実際の表記は『東葉勝田台』）と書かれており、一部の直通先路線名も名称が変更されている。
クモE4-600
TTRが開発中の試験車両。搭載されているコンピューターによって線路の幅（軌間）が異なる路線でも自由に走ることができるフリーゲージトレイン（GCT）である。輪距の変更は作品公開時点（2005年時点）で実用化されているGCTとは異なり、車両が停止した状態で自らの車体をジャッキらしきもので持ち上げて行う。バッテリーを搭載している蓄電池電車であり、外部からの送電が停止したり、非電化路線でも走行が可能。車輪に発電機を備え、走行中に充電することができる。屋根部分に搭載されているパンタグラフは高さ調節が可能で、架線が高い地上路線でも走行が可能。また起倒式の集電靴を備え、第三軌条方式の路線にも対応する。車体の正面（赤く光っている部分）、側面、後部にカメラが搭載されている。
車体色はくすんだ銀色で、運転台付近の外観は南海電気鉄道の50000系電車「ラピート」に似ており、実際にラピートと南満洲鉄道で「あじあ」号を牽引した「パシナ形蒸気機関車」をデザインモチーフとしている。
クモE4-600の性能や車体の構造はあくまで架空の設定であり、同様の構造の車両は作品公開時点で実在しない。
新東京鉄道（新東線）
東京都内に4路線（浅草線、三田線、新宿線、大江戸線）を運行している地下鉄事業者。TTRと共に地下鉄路線において路線のカラーコードと路線記号・駅番号制を実施している。都営地下鉄がモデルとされており、こちらはオリジナルのままの路線名を用いている。
真下のPC
小道具（持ち道具）として真下が劇中で使用しているノートPCは、IBMのThinkPad X40である。真下のノートPCは、1997年の『踊る大捜査線』TVシリーズの頃から、一貫してThinkPadの上位機種を貫いている。また、これに関連して本作ではインテルが特別協賛しており、筐体には、通常のものよりかなり大きなサイズの同社の「セントリーノ・モバイル・プロセッサ」ステッカーが貼り付けられている。曖昧さ回避機能がある百科事典がインストールされており、犯人のキーワードに関しての検索などにあたった。
脇線
営業路線以外の路線。劇中ではその存在が重要機密であるかのように扱われているが、同じ軌間の複数の路線に跨って車両を回送したりイベント列車を運行するなどの際に使用する非営業用線路は現実にも各所に実在しており、こちらはその存在も公表されている。なお現実においては「脇線」という表現は用いられておらず、「短絡線」や「連絡線」などの呼称が劇中のそれに近い。詳細及び関連事項については、軍事に関する都市伝説、東京地下秘密路線説を参照。
ダンパ
車両待機用の線路。現実においては「留置線」「電留線」など（または総じて「側線」）と呼ぶのが一般的で、単に「ダンパ」というと車体・台車や車止めなどに使われている防振装置や緩衝装置など全く別のものを指す。終点に到着した列車が乗客や貨物を全て降ろした後、後続や対向の列車に道を空けるためにこの線路に入って次の運行まで待機する、という使われ方が多く、その待機時間を利用して乗務員の移動や交代、簡単な車内清掃などを行うことがある。
ATO（Automatic Train Operation）
自動列車運転装置の略称。運転士のボタン操作で列車が発車し、地上側・車両側双方のセンサーで列車の位置を検知しながら「力行→惰行→減速→駅定位置での停車」の運転操作を自動で行う。
劇中では、ATO全体を制御する指令室のコンピューターシステムが誤作動して機能を停止した為、指令室からの指示で各列車がATOを解除し手動運転を行う、という描写があるが、現実のATO使用路線においても、訓練や乗務員の技量を維持する等の目的で、日頃から限定的に手動運転が行なわれている場合が多く、ATOが無くてもある程度の運行はできるようになっている（ATOの詳細は「自動列車運転装置」を参照）。
線引き屋
ダイヤグラムを作成する職業の人物。作中ではダイヤ改正に向けて基本ダイヤを作成する部門（いわゆる「スジ屋」）と緊急時に臨時ダイヤを組む部門が同じように描かれているが、現実ではそれぞれは全くの別部門で、前者はあくまで基本ダイヤを作成するだけの専門職で、後者はスジ屋が作成した基本ダイヤを元に日常的に運行を管理している輸送指令が車庫や駅などの現場で相談しつつ、ダイヤを修正して臨時ダイヤを組んでいる（詳しくは鉄道運行計画や運転整理も参照）。そのため緊急時の度にスジ屋が呼ばれることは基本的にない。

## 関連商品

### 書籍
- 公式ガイドブック『交渉人 真下正義』完全FILE （角川書店 2005年4月8日） ISBN 4048538446
- 真下警視完全読本コンプリートブック（ぴあMOOK ぴあ 2005年5月20日） ISBN 4-8356-0726-0
- 交渉人真下正義ネゴシエイションズガイドブック（TJ MOOK 宝島社、2005年5月23日） ISBN 4-7966-4589-6
- 小説 交渉人真下正義 （フジテレビ出版 2005年6月20日） ISBN 4594049737
- 「交渉人 真下正義」シナリオガイドブック （キネマ旬報社 2005年6月22日） ISBN 4873766184

### CD
- 交渉人真下正義 オリジナルサウンドトラック『NEGOTIATOR』 - ユニバーサルミュージック株式会社（当時、現：ユニバーサルミュージック合同会社）

### DVD / Blu-ray
いずれも発売元はフジテレビジョン、販売元はポニーキャニオン。
- 交渉人 真下正義 スタンダード・エディション（DVD2枚組、2005年12月17日発売）
  - ディスク1：本編DVD
  - ディスク2：特典DVD「コードネーム：CIC・ディスク」
    - メイキング
    - 前日も交渉人 真下正義
    - 特報・携帯マナー告知・劇場予告編・TVスポット集
    - キャスト・スタッフプロフィール
    - 隠し映像

  - 特製アウターケース付き
- 交渉人 真下正義 プレミアム・エディション（DVD4枚組、2005年12月17日発売・50,000枚限定生産）
  - ディスク1：本編DVD（スタンダード・エディションと同様）
  - ディスク2：特典DVD1（スタンダード・エディションと同様）
  - ディスク3：特典DVD2「コードネーム：KUMO・ディスク」
    - ライブ版コメンタリーマルチ画面再生
    - メイキング
    - 隠し映像『広報人 矢野君一』

  - ディスク4：特典DVD3『逃亡者 木島丈一郎』
    - 映像特典
      - 『逃亡者 木島丈一郎』メイキング

  - 封入特典
    - ブックレット

  - 特製アウターケース付きデジパック仕様
- 交渉人 真下正義 ブルーレイ（1枚組、2010年7月21日発売）
  - 映像特典：『踊る大捜査線 THE MOVIE3 ヤツらを解放せよ!』劇場予告編

### プラレール
- 「交渉人 真下正義」クモE4-600 - トミー（当時、現：タカラトミー）が展開する鉄道玩具「プラレール」の単品車輌商品として2005年5月に発売[3]。

## スタッフ
- 監督 - 本広克行（ROBOT）
- 原案 - 君塚良一
- 脚本 - 十川誠志
- 音楽 - 松本晃彦
- 製作（エグゼクティブ・プロデューサー） - 亀山千広（フジテレビ）
- プロデューサー - 臼井裕詞（フジテレビ）、堀部徹・安藤親広（ROBOT）
- アソシエイトプロデューサー - 小出真佐樹
- ラインプロデューサー - 石田和義、村上公一、古郡真也、羽田文彦
- 撮影 - 佐光朗
- 照明 - 加瀬弘行
- 録音 - 芦原邦雄
- 美術 - 相馬直樹
- 装飾 - 田中宏
- 編集 - 田口拓也
- VFXプロデューサー - 浅野秀二
- VFXディレクター - 山本雅之
- 助監督 - 波多野貴文
- 制作担当 - 片岡俊哉
- スクリプター - 山内薫
- 制作プロダクション - ROBOT
- 配給 - 東宝
- 製作 - フジテレビジョン・ROBOT・東宝・スカパー・ウェルシンク（当時、現：スカパーJSAT）

## テレビ放映
- 地上波放送・関東地区のみ記載。
- 視聴率はビデオリサーチ調べ。関東地区でのデータ。

| 回数 | 放送局     | 放送枠           | 放送日         | 放送時間    | 放送分数 | 平均世帯 視聴率 | 備考 |
| ---- | ---------- | ---------------- | -------------- | ----------- | -------- | --------------- | --- |
| 1    | フジテレビ | 土曜プレミアム   | 2006年10月14日 | 21:00-23:34 | 154分    | 21.4%           | 地上波初放送 |
| 2    | フジテレビ | 金曜プレステージ | 2007年10月19日 | 21:00-23:32 | 152分    | 20.6%           | |
| 3    | フジテレビ | 土曜プレミアム   | 2012年11月3日  | 21:00-23:25 | 145分    |                 | |
| 4    | BSフジ     | （なし）         | 2024年11月9日  | 19:00-21:30 | 150分    |                 | 「踊るプロジェクト」の最新映画2部作「室井慎次 敗れざる者」（10月11日公開）、「室井慎次 生き続ける者」（11月15日公開）の公開記念」と題し、4Kリマスター&完全ノーカットで放送 |

## 続編
2005年6月12日に東京で行われた200万人動員記念舞台挨拶において、プロデュースの亀山千広（フジテレビジョン映画事業局長）による「やる・やらないは別として、既に『2』のリサーチには入っている」「冒頭は真下と雪乃の結婚式から始まる」といった発言が同挨拶で行われた。

## スピンオフ
この映画から新たに登場した木島丈一郎（演：寺島進）が好評だったことから、木島を主人公とするスペシャルドラマ『逃亡者 木島丈一郎』が本広克行プロデュースで制作され、フジテレビ系列で2005年12月10日に放送された。
また本編と同時進行するサイドストーリーとして、かつて『歳末特別警戒スペシャル』に登場した高橋克実演じる内田晋三を主役としたショートドラマ『警護官 内田晋三』が、監督・本広克行、脚本・君塚良一により制作され、フジテレビにて2007年1月27日（土曜プレミアム『トリビアの泉復活SP 踊る大へぇへぇ祭り!!』内）に放送された。本作では整合性を図る意味合いもあって、この映画の映像が一部使用されている。
木島をはじめ、浅尾や倉橋らこの映画で初登場した警察官たちは2010年公開の『踊る大捜査線 THE MOVIE3 ヤツらを解放せよ!』にも登場。そのうち倉橋はファイナルにも登場した。
FINALに登場していない木島、眉田、草壁、浅尾らは『深夜も踊る大捜査線FINAL』で主役として登場している。

## CR交渉人 真下正義
平和より、2017年9月に登場。映画本編と違い、演出で『RHYTHM AND POLICE』が使用されている。

## 劇中で使用された楽曲
- 「サンタが町にやってくる」-テンプテーションズ（オープニングで使用）
- 「サンタが町にやってくる」-ジャクソン5（エンディングで使用）
- モーツァルト：歌劇「フィガロの結婚」序曲
- ベートーヴェン：交響曲第5番ハ短調「運命」
- チャイコフスキー：バレエ組曲「くるみ割り人形」より“花のワルツ”
- ラヴェル：ボレロ（フィナーレのシンバルなし）
- エルガー：行進曲「威風堂々」（エンディングで使用）

## 受賞歴
- 第23回ゴールデングロス賞 日本映画部門 話題賞[5]